# Enrico Alberto
Pour les articles homonymes, voir Alberto.
Enrico Alberto, dit Henri Alberto est un footballeur franco-italien né le 18 novembre 1933 à Paesana en Italie et mort le 19 avril 2019 à Valence. Il évoluait au poste de gardien de but.

## Palmarès
AS Monaco
- Champion de France en 1961
- Vainqueur de la Coupe de France en 1960

 AC Ajaccio
- Champion de France de D2 en 1967

## Sources
- Marc Barreaud, Dictionnaire des footballeurs étrangers du championnat professionnel français (1932-1997), l'Harmattan, 1997.